# Carrosse à cinq sols
Carrosse à cinq sols rappresentarono la prima esperienza al mondo di trasporto pubblico urbano, un concetto sviluppato dal filosofo e matematico Blaise Pascal.
Cinque linee collegavano diversi quartieri di Parigi a partire dal 18 marzo 1662. Le restrizioni imposte dal parlamento di Parigi, unite all'aumento delle tariffe, portarono al declino dell'azienda quindici anni dopo, che cessò l'attività nel 1677.

## Storia
Fino al XIX secolo, l'estensione limitata delle città e la ristrettezza delle strade di origine medievale non giustificavano l'istituzione di trasporti pubblici. Tuttavia, un primo tentativo di organizzare un sistema di trasporto pubblico ebbe luogo a Parigi nel XVII secolo.
Nel novembre 1661, Blaise Pascal fondò una società con il duca di Roannez (Artus Gouffier de Roannez), governatore e luogotenente generale della provincia di Poitou, il marchese di Sourches, cavaliere degli ordini del re e gran prevosto dell'Hôtel, e il marchese di Crenan, gran coppiere di Francia. Presentarono una richiesta per ottenere l'autorizzazione a gestire
La capitale del regno di Luigi XIV contava già allora più di cinquecentomila abitanti; era la seconda città più popolata al mondo dopo Londra. Aveva cinquecento strade principali, cento piazze o piazzette, nove ponti e ventiduemila case.Gaillard, p. 10 Le carrozze furono istituite con un decreto del Consiglio del Re il 19 gennaio 1662: il re Luigi XIV firmò le lettere patenti che autorizzavano l'istituzione del nuovo servizio e ne concessero il monopolio. Dopo alcuni esperimenti condotti il 26 febbraio, furono progressivamente istituite cinque linee.
Il 18 marzo 1662, una prima linea collegò la porta Saint-Antoine al palazzo del Lussemburgo passando per la rue de la Verrerie, il Pont au Change, il Pont Neuf e la rue Dauphine e incontrò immediatamente un grande successo:
Il 11 aprile successivo, una seconda linea collegò la rue Saint-Antoine alla rue Saint-Denis passando per la place Royale (place des Vosges) e la rue des Francs-Bourgeois.
Il 2 maggio, un terzo itinerario collegò il palazzo del Lussemburgo alla rue Montmartre passando per il ponte Saint-Michel, il Pont Neuf e la place des Victoires. Il 24 giugno, aprì a sua volta una quarta linea: questo itinerario era circolare e presentava un'innovazione, la tariffazione a sezioni, con un prezzo variabile in base alla lunghezza del percorso effettuato. L'itinerario era diviso in sei tronchi separati da uffici: il viaggiatore doveva pagare di nuovo cinque soldi quando passava due uffici. Infine, il 5 luglio, un quinto e ultimo itinerario collegò il Lussemburgo alla rue de Poitou passando per il ponte Notre-Dame e la rue Saint-Martin.
Le carrozze erano trainate da quattro cavalli e condotte da un cocchiere e un lacchè. Ciascuno indossava una casacca blu con lo stemma del re e della città di Parigi. Queste carrozze erano pesanti e mal sospese da grosse cinghie di cuoio; avevano otto posti. Si fermavano a richiesta per far salire o scendere i viaggiatori lungo tutto il percorso.
Il nuovo servizio fu inaugurato in grande pompa e accolto molto favorevolmente dalla popolazione. Tuttavia, un editto del parlamento di Parigi impose, contrariamente al parere del re, delle restrizioni relative alla qualità dei viaggiatori: "soldati, paggi, lacchè e altri servitori, anche gli operai e i manovali, non potranno entrare nei detti carrozze, per la maggiore comodità e libertà dei borghesi e delle persone di merito."
Queste limitazioni provocarono l'ostilità da parte del popolo e violente manifestazioni. L'aumento del prezzo da cinque a sei soldi rese definitivamente impopolari i carrozze. Per ristabilire l'ordine, un'ordinanza di polizia minacciò "della frusta e di una punizione più grave" chiunque avesse turbato il buon funzionamento del servizio.
Non esiste alcun documento che permetta di datare la scomparsa dei carrozze. Alcuni storici stimano che il servizio sia scomparso dopo alcuni anni; tuttavia il signor de Givry riprese nel 1674 dal duca di Roannez il privilegio delle carrosse à cinq sols, confermando l'esistenza del privilegio reale, ma non l'esistenza effettiva del servizio a questa data. Tuttavia, secondo Marc Gaillard, i carrozze scomparvero nel 1677.